# Vickie Orr
Victoria Elaine Orr (nacida el 4 de abril de 1967 en Hartselle, Alabama) es una exjugadora de baloncesto estadounidense. Consiguió 2 medallas con  Estados Unidos en mundiales y Juegos Olímpicos.